# AKB48 32nd 싱글 선발 총선거
AKB48 32nd 싱글 선발 총선거(일본어: AKB48 32ndシングル選抜総選挙 エーケービーフォーティエイト サーティセカンドシングルせんばつそうせんきょ[*])는 AKB48의 32번째 CD 싱글에 참여하는 선발 멤버를 팬들의 투표로 결정하는 이벤트이다. 이 선거의 상위 16위까지의 멤버가 2013년 8월 21일부터 발매된 32번째 싱글 〈사랑하는 포춘쿠키〉(恋するフォーチュンクッキー)의 선발 멤버가 되었다.
또한 최종 결과가 발표되는 개표 이벤트 〈AKB48 32nd 선발 총선거 ~꿈은 혼자서 꿀 수 없다~〉는 2013년 6월 8일 요코하마시의 닛산 스타디움에서 개최되는 〈AKB48 슈퍼 페스티벌 ~닛산 스타디움~〉의 제2부로 실시되었다.

## 개요
선거의 실시는 2013년 3월 27일 AKB48 공식 블로그 및 AKB48 오피셜 사이트에서 발표되었다.
이번 총선에서는 처음으로 입후보제를 채택하게 되었다. 또한 제한은 있지만 과거에 AKB48 그룹에 멤버로서 활동한 인물이 출마할 수 있는 것도 이번이 처음이다.
투표 기간은 2013년 5월 21일 10시 00분 00초(JST)부터 동년 6월 7일 14시 59분 59초(JST)까지.
개표 이벤트는 이전처럼 후지TV에 의해 지상파 행사 당일 18시 30분(JST)에서 23시 10분(JST)까지 〈AKB48 제5회 선발 총선거 생방송 SP〉로 생중계되었다.
선발 멤버에 의한 32nd 싱글 표제곡 〈사랑하는 포춘쿠키〉는 AKB48이 이미지 캐릭터를 맡고 있는 '오다이바 합중국 2013'의 주제가가 될 예정이다.

## 투표 유자격자
- 31st 싱글 〈안녕 크롤〉(さよならクロール)의 통상반, 극장반 구매자
- AKB48 공식 팬클럽 '두 기둥의 모임' 회원
- AKB48 공식 스마트폰 앱 회원
- AKB OFFICIAL NET 회원
- 다음 그룹 공식 휴대 사이트 회원
  - AKB48 Mobile
  - SKE48 Mobile
  - NMB48 Mobile
  - HKT48 Mobile
- DMM.com이 제공하는 다음의 월간 동영상 서비스 회원
  - 「AKB48 LIVE! ON DEMAND」
  - 「SKE48 LIVE! ON DEMAND」
  - 「NMB48 LIVE! ON DEMAND」
  - 「HKT48 LIVE! ON DEMAND」

## 피선거권자
다음의 조건 중 하나를 충족하는 멤버가 소정의 신청서를 작성, 각 극장의 선거 실행위원회에 제출하여 출마하는 것으로 피선거권이 주어진다.
- 2013년 3월 31일의 시점까지 AKB48·SKE48·NMB48·HKT48에 재적중인 멤버
- 해외의 자매 그룹으로 이적한 전 AKB48 멤버
- 과거 AKB48 그룹에서 4년 이상 재적한 경력이 있는 멤버

## 입후보자
- 입후보 기간 : 2013년 3월 31일 12:00 ~ 4월 7일 24:00
- 후보 : 246명
- 불참 : 23명

여기서 다음의 소속 팀은 2013년 5월 22일 시점이며 각 팀의 후보자 수는 겸임 회원의 중복을 포함한다. SKE48 멤버의 소속 팀은 팀 재편(내각 조성)후 시점이다.

### AKB48
- 팀A (21명)

이즈타 리나, 이리야마 안나, 이와타 가렌, 오시마 료카, 가와에이 리나, 기쿠치 아야카, 고다마 하루카(HKT48 팀H 겸임), 고바야시 마리나, 사사키 유카리, 사토 스미레, 시노다 마리코, 스즈키 마리야(SNH48 겸임), 다카하시 주리, 다카하시 미나미, 다노 유카, 나카마타 시오리, 마쓰이 사키코, 모리카와 아야카, 야구라 후코(NMB48 팀M 겸임), 요코야마 유이, 와타나베 마유
- 팀K (21명)

아베 마리아, 이타노 도모미, 우치다 마유미, 오시마 유코, 기타하라 리에, 구라모치 아스카, 고바야시 가나, 사토 아미나, 시마다 하루카, 스즈키 시호리, 지카노 리나, 나카타 치사토, 나가오 마리야, 히라타 리나, 후지타 나나, 후루하타 나오(SKE48 팀E 겸임), 마에다 아미, 마쓰이 주리나(SNH48 팀S 겸임), 미야자키 미호, 미야자와 사에(SNH48 겸임), 무토 도무
- 팀B (22명)

이시다 하루카, 이치카와 미오리(NMB48 팀N 겸임), 이와사 미사키, 우메다 아야카, 오바 미나(SKE48 팀KII 겸임), 오모리 미유, 오야 시즈카, 가시와기 유키, 가타야마 하루카, 가토 레나, 고지마 나쓰키, 고지마 하루나, 시마자키 하루카, 다카조 아키(JKT48 팀J 겸임), 다케우치 미유, 다나베 미쿠, 나카무라 마리코, 나토리 와카나, 노나카 미사토, 후지에 레이나, 야마우치 스즈란, 와타나베 미유키(NMB48 팀N 겸임)
- 연구생 (22명)

아이가사 모에, 이와타테 사호, 우메타 아야노, 오카다 아야카, 기타자와 사키, 시노자키 아야나, 다카시마 유리나, 무라야마 유이리, 모기 시노부, 우치야마 나츠키, 오카다 나나, 고지마 마코, 니시노 미키, 하시모토 히카리, 마에다 미츠키, 미네기시 미나미

### SKE48
- 팀S (14명)

아비루 리호, 이시다 안나, 이소하라 교카, 에고 유나, 오야 마사나, 기자키 유리아, 고토 리사코, 사이토 마키코, 츠즈키 리카, 데구치 아키, 나카니시 유카, 니도이 사야카, 마쓰이 주리나(AKB48 팀K 겸임), 야카타 미키
- 팀KII (15명)

우치야마 미코토, 오바 미나(AKB48 팀B 겸임), 카토 토모코, 가토 루미, 고바야시 아미, 사토 미에코, 시바타 아야, 스다 아카리, 다카기 유마나, 다카야나기 아카네, 다케우치 마이, 후타무라 하루카, 후루카와 아이리, 마쓰모토 리나, 야마시타 유카리
- 팀E (15명)

아즈마 리온, 이구치 시오리, 이치노 나루미, 이와나가 쓰구미, 우메모토 마도카, 가네코 시오리, 기노시타 유키코, 기모토 가논, 사카이 메이, 스가 나나코, 후루하타 나오(AKB48 팀K 겸임), 마쓰이 레나, 미즈노 호노카, 미야마에 아미, 야마다 레이카
- 연구생 (20명)

이누즈카 아사나, 마쓰무라 가오리, 야마다 미즈호, 아오키 시오리, 이다 레오나, 오리토 아이사, 가마타 나츠키, 기타가와 료하, 기타노 루카, 기타하라 유나, 구마자키 하루카, 고토 마유코, 사사키 유카, 소라 미유카, 다케우치 사키, 노구치 유메, 히다카 유즈키, 야노 아즈키, 야마다 주나, 야마모토 유카

### NMB48
- 팀N (14명)

이치카와 미오리(AKB48 팀B 겸임), 오가사와라 마유, 가도와기 가나코, 기노시타 하루나, 고가 나루미, 고타니 리호, 곤도 리나, 죠니시 케이, 시로마 미루, 야마구치 유키, 야마모토 사야카, 요시다 아카리, 와타나베 미유키(AKB48 팀B 겸임)
- 팀M (14명)

아즈마 유키, 오키타 아야카, 가와카미 레나, 기노시타 모모카, 시마다 레나, 다카노 유이, 다니가와 아이리, 미타 마오, 무라카미 아야카, 무라사 사에, 야구라 후코(AKB48 팀A 겸임), 야마기시 나츠미, 야마다 나나, 요기 게이라
- 팀BII (16명)

아카자와 호노, 이시즈카 아카리, 이지리 안나, 우에다 미레이, 우메하라 마코, 오타 유우리, 가토 유카, 가미에다 에미카, 구사카 고노미, 구시로 리나, 구로카와 하즈키, 고노 사키, 코바야시 리카코, 무로 카나코, 야부시타 슈, 야마우치 쓰바사
- 연구생 (20명)

이시다 유미, 우노 미즈키, 다카야마 리코, 나카가와 히로미, 니시자와 루리나, 하야시 모모카, 미우라 아리사, 아카시 나쓰코, 이시하라 마사코, 오가와 노아, 가미카와 치히로, 시부야 나기사, 시마자키 모모카, 데루이 호노카, 나카노 레이나, 마쓰오카 치호, 마쓰무라 메구미, 모리타 아야카, 야마오 리나

### HKT48
- 팀H (14명)

아나이 치히로, 우에키 나오, 오오타 아이카, 구마자와 세리나, 코다마 하루카(AKB48 팀A 겸임), 사시하라 리노(HKT48 극장 지배인 겸임), 시모노 유키, 타나카 나츠미, 나카니시 치요리, 마츠오카 나츠미, 미야와키 사쿠라, 무라시게 안나, 모토무라 아오이, 모리야스 마도카, 와카타베 하루카
- 연구생 (24명)

아베 쿄카, 이마다 미나, 후카가와 마이코, 아키요시 유카, 이토 라이라, 이노우에 유리아, 이와하나 시노, 우이 마시로, 우에노 하루카, 우메모토 이즈미, 오카다 간나, 오카모토 나오코, 구사바 마나미, 고지나 유이, 고토 이즈미, 고마다 히로카, 사카구치 리코, 다시마 메루, 타나카 유카, 다니 마리카, 도미요시 아스카, 도모나가 미오, 후치가미 마이, 야마다 마리나

### JKT48
- 팀J (1명)

다카조 아키(AKB48 팀B 겸임)

### SNH48
- SNH48 (2명)

스즈키 마리야(AKB48 팀A 겸임), 미야자와 사에(AKB48 팀K 겸임)

### 졸업 멤버
- 졸업 멤버 (6명)

우라노 가즈미(전 AKB48, 전 SDN48), 오호리 메구미(전 AKB48, 전 SDN48), 고하라 하루카(전 AKB48, 전 SDN48), 사토 유카리(전 AKB48, 전 SDN48), 노로 가요(전 AKB48, 전 SDN48), 히라지마 나츠미(전 AKB48)

### 불출마
★는 개표 당일 시점에서 AKB48 그룹으로부터 졸업이 결정된 멤버(시기 미정 포함)

#### AKB48
- 팀A (1명)

★나카츠카 도모미
- 팀K (2명)

★아키모토 사야카, ★마쓰바라 나쓰미
- 팀B (1명)

★고모리 미카

#### SKE48
- 팀S (2명)

사토 세이라, 무카이다 마나츠
- 팀KII (1명)

기토 모모나
- 연구생 (3명)

오와키 아리사, 오기노 리사, ★히오키 미키

#### NMB48
- 팀N (2명)

기시노 리카, ★후쿠모토 아이나
- 팀M (2명)

고야나기 아리사, ★야마모토 히토미

#### JKT48
- 팀J (1명)

나카가와 하루카

#### 졸업 멤버
- 오쿠 마나미(전 AKB48), 오노 에레나(전 AKB48), 사토 나츠키(전 AKB48), 나카야 사야카(전 AKB48), 마에다 아쓰코(전 AKB48), 마스다 유카(전 AKB48), 요네자와 루미(전 AKB48), 히라타 리카코(전 SKE48)

#### 입후보 권한이 있었지만 개표 이벤트까지 졸업한 멤버
- 니토 모에노(전 AKB48 팀A) - 2013년 4월 28일 졸업
- 가사이 도모미(전 AKB48 팀A) - 2013년 5월 3일 졸업

## 당선 순위
당선 인원 및 유닛은 이전과 동일하다. 전체 64위로 1위에서 16위까지의 16명이 표제 곡의 선발 멤버가 된다. 17위부터 32위의 16명은 언더걸스, 33위부터 48위의 16명은 넥스트걸스, 49위에서 64위의 16명이 퓨처걸스로 각각의 곡에 참여한다.

## 결과
※아래의 표 중 'A연'은 AKB48의 연구생, 'S연'은 SKE48의 연구생, 'H연'은 HKT48의 연구생, 'H지'는 HKT48의 극장 지배인, 'SNH'는 SNH48, '졸업'은 AKB48 졸업생을 각각 나타낸다.
또한 SKE48 멤버 및 2013년 4월 28일자로 인사 이동이 발표된 멤버는 후보 당시 인사 발표 이전의 소속으로 표기되었지만 결과 발표에서는 인사 발표 후 소속으로 표기되어 있다.
| 순위                                    | 이름              | 소속      | 득표수   | 속보    | 속보 | 전회 순위 | 과거 최고 순위 |
| 순위                                    | 이름              | 소속      | 득표수   | 득표수  | 순위 | 전회 순위 | 과거 최고 순위 |
| --------------------------------------- | ----------------- | --------- | -------- | ------- | ---- | --------- | -------------- |
| 1위                                     | 사시하라 리노     | 팀H/H지   | 150570표 | 28516표 | 1위  | 4위       | 4위            |
| 2위                                     | 오오시마 유코     | 팀K       | 136503표 | 13993표 | 3위  | 1위       | 1위            |
| 3위                                     | 와타나베 마유     | 팀A       | 101210표 | 14868표 | 2위  | 2위       | 2위            |
| 4위                                     | 카시와기 유키     | 팀B       | 96905표  | 12875표 | 5위  | 3위       | 3위            |
| 5위                                     | 시노다 마리코     | 팀A       | 92599표  | 7123표  | 15위 | 5위       | 3위            |
| 6위                                     | 마츠이 쥬리나     | 팀S/팀K   | 77170표  | 13639표 | 4위  | 9위       | 9위            |
| 7위                                     | 마츠이 레나       | 팀E       | 73173표  | 12163표 | 6위  | 10위      | 10위           |
| 8위                                     | 타카하시 미나미   | 팀A       | 68681표  | 6596표  | 18위 | 6위       | 5위            |
| 9위                                     | 코지마 하루나     | 팀B       | 67424표  | 6495표  | 20위 | 7위       | 6위            |
| 10위                                    | 미야자와 사에     | SNH/팀K   | 65867표  | 8560표  | 12위 | 11위      | 9위            |
| 11위                                    | 이타노 토모미     | 팀K       | 63547표  | 7406표  | 14위 | 8위       | 4위            |
| 12위                                    | 시마자키 하루카   | 팀B       | 57275표  | 11817표 | 7위  | 23위      | 23위           |
| 13위                                    | 요코야마 유이     | 팀A       | 53903표  | 10596표 | 9위  | 15위      | 15위           |
| 14위                                    | 야마모토 사야카   | 팀N       | 51793표  | 8061표  | 13위 | 18위      | 18위           |
| 15위                                    | 와타나베 미유키   | 팀N/팀B   | 44116표  | 9123표  | 10위 | 19위      | 19위           |
| 16위                                    | 스다 아카리       | 팀KII     | 43252표  | 8750표  | 11위 | 29위      | 29위           |
| 이상 16명 선발 멤버                     |                   |           |          |         |      |           |                |
| 17위                                    | 시바타 아야       | 팀KII     | 39739표  | 11513표 | 8위  | 권외      |                |
| 18위                                    | 미네기시 미나미   | A연       | 38985표  | 4866표  | 26위 | 14위      | 14위           |
| 19위                                    | 우메다 아야카     | 팀B       | 36282표  | 6023표  | 22위 | 16위      | 16위           |
| 20위                                    | 다카조 아키       | 팀J/팀B   | 33129표  | 4110표  | 37위 | 17위      | 12위           |
| 21위                                    | 키타하라 리에     | 팀K       | 33121표  | 3502표  | 38위 | 13위      | 13위           |
| 22위                                    | 키자키 유리아     | 팀S       | 30307표  | 6888표  | 16위 | 31위      | 31위           |
| 23위                                    | 타카야나기 아카네 | 팀KII     | 29199표  | 4822표  | 28위 | 24위      | 23위           |
| 24위                                    | 마츠무라 카오리   | S연       | 27566표  | 6603표  | 17위 | 34위      | 34위           |
| 25위                                    | 카와에이 리나     | 팀A       | 26764표  | 4455표  | 33위 | 권외      |                |
| 26위                                    | 미야와키 사쿠라   | 팀H       | 25760표  | 2481표  | 61위 | 47위      | 47위           |
| 27위                                    | 후루카와 아이리   | 팀KII     | 24990표  | 4382표  | 34위 | 30위      | 30위           |
| 28위                                    | 야마다 나나       | 팀M       | 23950표  | 2854표  | 47위 | 46위      | 46위           |
| 29위                                    | 오오야 마사나     | 팀S       | 23588표  | 4699표  | 29위 | 27위      | 24위           |
| 30위                                    | 이리야마 안나     | 팀A       | 22869표  | 4863표  | 27위 | 권외      |                |
| 31위                                    | 키모토 카논       | 팀E       | 21385표  | 2274표  | 64위 | 56위      | 56위           |
| 32위                                    | 후지에 레이나     | 팀B       | 21324표  | 2708표  | 52위 | 40위      | 33위           |
| 이상 16명 언더걸스                      |                   |           |          |         |      |           |                |
| 33위                                    | 사토 아미나       | 팀K       | 19569표  | 권외    | 권외 | 21위      | 8위            |
| 34위                                    | 카타야마 하루카   | 팀B       | 19158표  | 4117표  | 36위 | 48위      | 28위           |
| 35위                                    | 나가오 마리야     | 팀K       | 18978표  | 권외    | 권외 | 39위      | 39위           |
| 36위                                    | 쿠라모치 아스카   | 팀K       | 18435표  | 2698표  | 54위 | 22위      | 21위           |
| 37위                                    | 코다마 하루카     | 팀H/팀A   | 18145표  | 5091표  | 24위 | 권외      |                |
| 38위                                    | 타노 유카         | 팀A       | 18125표  | 2393표  | 63위 | 45위      | 45위           |
| 39위                                    | 우메모토 마도카   | 팀E       | 17819표  | 6051표  | 21위 | 권외      |                |
| 40위                                    | 조니시 케이       | 팀N       | 17381표  | 4632표  | 31위 | 권외      |                |
| 41위                                    | 마츠모토 리나     | 팀KII     | 16715표  | 4490표  | 32위 | 권외      |                |
| 42위                                    | 사이토 마키코     | 팀S       | 16508표  | 5050표  | 25위 | 권외      |                |
| 43위                                    | 오오다 아이카     | 팀H       | 16401표  | 3254표  | 41위 | 52위      | 20위           |
| 44위                                    | 야구라 후코       | 팀M/팀A   | 16281표  | 2529표  | 59위 | 권외      |                |
| 45위                                    | 무토 토무         | 팀K       | 16221표  | 4187표  | 35위 | 49위      | 49위           |
| 46위                                    | 이시다 하루카     | 팀B       | 16072표  | 2661표  | 56위 | 50위      | 27위           |
| 47위                                    | 코바야시 아미     | 팀E       | 15533표  | 6533표  | 19위 | 권외      |                |
| 48위                                    | 오오바 미나       | 팀B/팀KII | 15064표  | 2866표  | 45위 | 57위      | 35위           |
| 이상 16명 넥스트걸스 이하 16명 퓨처걸스 |                   |           |          |         |      |           |                |
| 49위                                    | 야부시타 슈       | 팀BII     | 14745표  | 5530표  | 23위 | 권외      |                |
| 50위                                    | 요시다 아카리     | 팀N       | 14684표  | 권외    | 권외 | 권외      |                |
| 51위                                    | 기쿠치 아야카     | 팀A       | 13944표  | 2703표  | 53위 | 51위      | 51위           |
| 52위                                    | 사토 스미레       | 팀A       | 13692표  | 권외    | 권외 | 61위      | 31위           |
| 53위                                    | 마에다 아미       | 팀K       | 13613표  | 2761표  | 50위 | 42위      | 37위           |
| 54위                                    | 오가사와라 마유   | 팀N       | 13422표  | 권외    | 권외 | 60위      | 60위           |
| 55위                                    | 다시마 메루       | H연       | 13246표  | 3080표  | 42위 |           |                |
| 56위                                    | 이와사 미사키     | 팀B       | 12638표  | 2406표  | 62위 | 33위      | 33위           |
| 57위                                    | 이치카와 미오리   | 팀B/팀N   | 12616표  | 2948표  | 44위 | 58위      | 39위           |
| 58위                                    | 이소하라 교카     | 팀S       | 12319표  | 3272표  | 40위 | 권외      |                |
| 59위                                    | 도모나가 미오     | H연       | 12126표  | 2740표  | 51위 |           |                |
| 60위                                    | 마쓰이 사키코     | 팀A       | 11961표  | 권외    | 권외 | 53위      | 38위           |
| 61위                                    | 야마우치 스즈란   | 팀B       | 11888표  | 권외    | 권외 | 54위      | 36위           |
| 62위                                    | 히라지마 나츠미   | 졸업      | 11806표  | 권외    | 권외 |           | 26위           |
| 63위                                    | 가네코 시오리     | 팀E       | 11620표  | 2821표  | 48위 | 권외      |                |
| 64위                                    | 나카니시 유카     | 팀S       | 11602표  | 4654표  | 30위 | 63위      | 63위           |

- 이번 총선에서 총 투표수는 극장반이 투표권을 행사할 수 있어 지난해의 약 2배인 역대 최다 264만 6847표를 기록했다.

#### 속보에서는 64위 이내였으나 최종 결과가 권외에 속한 멤버
- 야가타 미키(팀S) - 속보 39위(3274표)
- 기노시타 유키코(팀E) - 속보 43위(3069표)
- 야마시타 유카리(팀KII) - 속보 46위(2862표)
- 모리야스 마도카(팀H) - 속보 49위(2809표)
- 이와타테 시호(A연) - 속보 55위(2685표)
- 오카모토 나오코(H연) - 속보 57위(2660표)
- 아베 마리아(팀K) - 속보 58위(2594표)
- 스즈키 시호리(팀K) - 속보 60위(2492표)